# Wola Pawłowska (Ciechanów)
Pour les articles homonymes, voir Wola Pawłowska.
Wola Pawłowska (prononciation : [ˈvɔla paˈvwɔfska]) est un village polonais de la gmina de Ciechanów dans le powiat de Ciechanów de la voïvodie de Mazovie dans le centre-est de la Pologne.
Il se situe à environ 9 kilomètres au nord-ouest de Ciechanów (siège de la gmina et du powiat) et à 83 kilomètres au nord-ouest de Varsovie (capitale de la Pologne).

## Histoire
De 1975 à 1998, le village appartenait administrativement à la voïvodie de Ciechanów.